# Suurijärvi (sjö i Gustav Adolfs, Päijänne-Tavastland)
Suurijärvi är en sjö i kommunen Gustav Adolfs i landskapet Päijänne-Tavastland i Finland. Sjön ligger 107,8 meter över havet. Arean är 73 hektar och strandlinjen är 6,68 kilometer lång. Sjön  ingår i Kymmene älvs huvudavrinningsområde.   Den ligger omkring 70 km nordöst om Lahtis och omkring 170 km norr om Helsingfors. 
I sjön finns ön Karhusaari. 